# Constitution romaine (824)
La Constitution romaine de 824 est un accord passé entre la papauté et l'empereur franc confirmant et garantissant la souveraineté du pape sur Rome et ses limites.

## Historique
Un premier accord est demandé et obtenu par le pape Pascal Ier à l'empereur Louis le Pieux en 817.
Jusqu'à cette date l'élection d'un pape par le clergé romain n'était soumis à aucun accord de la part d'un souverain franc. Pascal Ier fit cette demande pour assurer le pouvoir du pape en cas de troubles nés de contestations du peuple romain.
La constitution de 817 porte le titre de Privilegium Ludovici imperatoris de regalibus confirmandis Papae Paschali. À la fin de ce texte une clause précise que les Romains sont libres de choisir leur évêque, mais que celui-ci, après sa consécration, devait envoyer une notification officielle à l'empereur.
À la suite de troubles consécutifs à la mort de Pascal Ier, Louis le Pieux envoie son fils Lothaire Ier à Rome, en 824. Lothaire impose au pape élu, Eugène II (824-827), une nouvelle Constitution romaine plaçant le pape sous contrôle de l'empereur. 
Cette constitution impose que le pape :
- doit prêter serment de fidélité à l'empereur devant un envoyé impérial et en présence du peuple romain, dès son élection, avant sa consécration,
- garde le droit d'exercer la justice et de nommer les fonctionnaires, mais sous réserve de l'accord impérial,

Par ailleurs un délégué de l'empereur doit résider dans la cité papale pour s'assurer de la bonne marche de l'administration, trancher les questions contentieuses ou les renvoyer à l'examen des missi dominici.

## Quelques élections
Cette prestation de serment a été faite par le deuxième successeur du pape Eugène II, Grégoire IV (827-844). Son successeur Sergius II (844-847) oublia de le faire, ce qui irrita l'empereur Lothaire. Celui-ci envoya à Rome son fils Louis et l'évêque Drogon pour rappeler cette obligation d'un accord de l'empereur dans la consécration du pape en présence des missi dominici.
Pour l'élection de Léon IV (847-855), les Romains se passèrent de l'accord de l'empereur. De plus les Romains reprochaient à l'empereur de ne rien faire contre les Sarrasins et demandaient la protection du basileus obligeant l'empereur Louis II à intervenir.
À la mort de Léon IV les Romains unanimes élurent Benoît III (855-858). Louis II souhaitait voir monter sur le trône de saint Pierre le prêtre Anastase qui avait été déposé par Léon IV. Les missi envoyés à Rome durent faire face à l'opposition des évêques qui restèrent fidèles à Benoît III. Les missi durent accepter le pape élu. À sa mort, c'est l'empereur en personne qui vint à Rome pour assister à l'élection et la consécration. Le choix se porta sur Nicolas Ier (858-867). 
En 862, le pape réunit un synode romain qui renouvela les prescriptions d'Étienne III sur la liberté d'élection des papes. Ce décret de 769 réserve cette élection au clergé romain, sans participation des laïcs.